# Algeriets damlandslag i fotboll
Algeriets damlandslag i fotboll representerar Algeriet i fotboll på damsidan. Dess förbund är Fédération Algérienne de Football.